# Alfoz de Quintanadueñas
Alfoz de Quintanadueñas és un municipi de la província de Burgos, a la comunitat autònoma de Castella i Lleó. Comprèn els nuclis d'Arroyal, Marmellar de Arriba, Páramo del Arroyo i Villarmero.

## Personatges il·lustres
- Saturnino Calleja, editor.